# I DOLL
『I DOLL』（アイ・ドール）は久松史奈の9thオリジナル・アルバム。1999年3月25日に発売された。

## 内容
シングルコレクション『CROSS〜ORIGINAL SINGLE COLLECTION』、バラードベスト『CROSS -Original Ballade Collection-』と同時発売となったテイチクエンタテインメント在籍唯一のオリジナル・アルバム。
全曲、西川進のアレンジで、TOMの最後の楽曲提供作品も収録。

## 収録曲
全編曲：西川進　全作詞：久松史奈（特記以外）
1. Welcome to my high-class seat
　作曲：小林孝至・西川進
2. YES, I SAY
作曲：村上啓介
3. 愛しているのにどうして
作曲：小林孝至・西川進
4. JOG
作詞：久松史奈・TOM　作曲：村上啓介
5. 幸せの法則
作曲：久松史奈
6. 意気地無しの私の為に
作詞・作曲：TOM
7. ハートに火をつけて
作曲：中島優子
8. 好きになったからには好きになってもらおう
作曲：中島優子
9. Fly to the Moon
作詞・作曲：TOM
10. ショコラ
作曲：